# Tierras Altas de Alemania
Las tierras altas centrales de Alemania (en alemán: die Mittelgebirge) es una de las tres principales regiones naturales de Alemania y cubre la mayor parte de la superficie terrestre del país. Al norte se encuentra la llanura del norte de Alemania o las tierras bajas del norte; al sur, los Alpes y el Antepaís alpino.

## Formación
Las tierras altas centrales alemanas, al igual que las cordilleras escandinavas y británicas y los Urales, pertenecen a las montañas más antiguas de Europa, incluso si su apariencia actual se ha desarrollado hace relativamente poco tiempo. En el Carbonífero, es decir, hace unos 350 millones de años, se formaron en Europa central las cordilleras Variscan debido a la elevación provocada por la colisión de placas tectónicas. Inmediatamente después de su formación comenzó la erosión de las montañas  bajo la influencia de procesos exógenos durante el período Pérmico. Durante el período Triásico, que comenzó hace unos 225 millones de años, lo que ahora es Europa central a veces estaba por encima y a veces por debajo del nivel del mar. Como resultado, hay varias capas de roca sedimentaria en las tierras altas centrales: en la mayoría de los casos, la nueva arenisca roja, compuesta de capas de arenisca roja y rocas asociadas formadas a lo largo del Pérmico, se ha establecido como la capa terrestre de roca y las facies keuper y muschelkalk como capas sedimentarias marinas. En el período Jurásico se formó principalmente la piedra caliza, mientras que la creta fue la deposición principal del período Cretácico.
Con el comienzo de la era Cenozoica, hace unos 70 millones de años, el proceso de erosión de las cordilleras hercinianas cambió. Durante el Terciario, tuvo lugar la orogenia Alpina, en el curso de la cual poderosas fuerzas deformaron las bases de las montañas hercinianas. Como estas rocas ya estaban plegadas, la tensión adicional provocó grietas y fracturas, que a su vez crearon bloques de fallas. Estos bloques fueron levantados más tarde (formando macizos tectónicos como el Harz), o fosas tectónicas como el Valle Superior del Rin) o empujados unos sobre otros (bloques de fallas inclinadas como los Montes Metálicos). Así, las tierras altas centrales alemanas exhiben una amplia variedad de formas, algo que también es atribuible a la erosión de los sedimentos del Mesozoico ( Triásico, Jurásico y Cretácico). En algunas cadenas montañosas, los sedimentos se han conservado relativamente bien, en otros  han sido erosionados por completo. El factor determinante es la ubicación geográfica y la intensidad asociada de los procesos exógenos.

## Cadenas montañosas más importantes
La siguiente tabla enumera las montañas y colinas de más de 300 m de altura que generalmente se consideran parte de las tierras altas centrales. Las coordenadas dan la ubicación del punto más alto en cada caso. Se enumeran en orden de altura.
| Cordillera o montaña          | Mayor elevación                                | Altura (m) | Coordenadas                                | Precisión |
| ----------------------------- | ---------------------------------------------- | ---------- | ------------------------------------------ | --------- |
| Wiehengebirge                 | Heidbrink                                      | 320        | 52°17′29″N 08°38′13″E / 52.29139, 8.63694  | ± 30 "    |
| Elm                           | Eilumer Horn                                   | 323        | 52°12′00″N 10°45′00″E / 52.20000, 10.75000 | ± 30 "    |
| Calenberg Highland            | Hohe Egge (Süntel)                             | 437        | 52°10′30″N 09°23′00″E / 52.17500, 9.38333  | ± 30 "    |
| Bosque de Teutoburgo          | Barnacken                                      | 446        | 51°51′30″N 08°54′30″E / 51.85833, 8.90833  | ± 30 "    |
| Siebengebirge                 | Großer Ölberg                                  | 460        | 50°40′56″N 07°14′54″E / 50.68222, 7.24833  | ± 1 "     |
| Egge Hills                    | Preußischer Velmerstot                         | 468        | 51°50′00″N 08°57′30″E / 51.83333, 8.95833  | ± 30 "    |
| Kaiserstuhl                   | Kulpenberg                                     | 474        | 51°24′42″N 11°04′39″E / 51.41167, 11.07750 | ± 1 "     |
| Solling                       | Große Blöße                                    | 528        | 51°47′00″N 09°26′00″E / 51.78333, 9.43333  | ± 30 "    |
| Kaiserstuhl                   | Totenkopf                                      | 557        | 48°04′51″N 07°40′14″E / 48.08083, 7.67056  | ± 1 "     |
| Spessart                      | Geiersberg                                     | 586        | 49°54′00″N 09°26′00″E / 49.90000, 9.43333  | ± 30 "    |
| Gladenbach Uplands            | Angelburg                                      | 609        | 50°47′17″N 08°25′43″E / 50.78806, 8.42861  | ± 30 "    |
| Habichtswald                  | Hohes Gras                                     | 615        | 51°18′30″N 09°21′30″E / 51.30833, 9.35833  | ± 30 "    |
| Odenwald                      | Katzenbuckel                                   | 626        | 49°28′30″N 09°02′30″E / 49.47500, 9.04167  | ± 30 "    |
| Knüll                         | Eisenberg                                      | 636        | 50°53′14″N 09°31′02″E / 50.88722, 9.51722  | ± 1 "     |
| Kaufungen Forest              | Hirschberg                                     | 643        | 51°14′30″N 09°46′00″E / 51.24167, 9.76667  | ± 30 "    |
| Westerwald                    | Fuchskaute                                     | 656        | 50°39′30″N 08°06′00″E / 50.65833, 8.10000  | ± 30 "    |
| Montañas Ebbe                 | Nordhelle                                      | 663        | 51°08′54″N 07°45′23″E / 51.14833, 7.75639  | ± 1 "     |
| Bosque del Palatinado         | Kalmit                                         | 673        | 49°19′08″N 08°04′58″E / 49.31889, 8.08278  | ± 1 "     |
| Kellerwald                    | Wüstegarten                                    | 675        | 51°00′59″N 09°05′03″E / 51.01639, 9.08417  | ± 10 "    |
| North Palatine Highland       | Donnersberg                                    | 687        | 49°37′29″N 07°55′38″E / 49.62472, 7.92722  | ± 10 "    |
| Jura de Franconia             | Hesselberg                                     | 689        | 49°04′00″N 10°32′00″E / 49.06667, 10.53333 | ± 30 "    |
| Montañas de arenisca del Elba | Hoher Schneeberg / Decínský Snežník            | 722        | 50°47′30″N 14°07′00″E / 50.79167, 14.11667 | ± 30 "    |
| Eifel                         | Hohe Acht                                      | 746        | 50°23′30″N 07°00′30″E / 50.39167, 7.00833  | ± 30 "    |
| Hoher Meissner                | Kasseler Kuppe                                 | 754        | 51°14′30″N 09°51′30″E / 51.24167, 9.85833  | ± 30 "    |
| Vogelsberg                    | Taufstein                                      | 773        | 50°31′00″N 09°14′30″E / 50.51667, 9.24167  | ± 30 "    |
| Montañas Zittau               | Lausche                                        | 793        | 50°51′00″N 14°39′00″E / 50.85000, 14.65000 | ± 30 "    |
| Bosque de Franconia           | Döbraberg                                      | 794        | 50°17′00″N 11°39′00″E / 50.28333, 11.65000 | ± 30 "    |
| Hunsrück                      | Erbeskopf                                      | 816        | 49°44′00″N 07°05′30″E / 49.73333, 7.09167  | ± 30 "    |
| Elster Mountains              | Pocatecky Vrch (ver también: Hoher Brand)      | 818        | 50°19′30″N 12°26′30″E / 50.32500, 12.44167 | ± 30 "    |
| Montañas Rothaar              | Langenberg                                     | 843        | 51°16′30″N 08°33′30″E / 51.27500, 8.55833  | ± 30 "    |
| Bosque de Turingia            | Großer Beerberg                                | 983        | 50°39′29″N 10°44′38″E / 50.65806, 10.74389 | ± 5 "     |
| Jura de Suabia                | Lemberg                                        | 1015       | 48°09′00″N 08°45′00″E / 48.15000, 8.75000  | ± 30 "    |
| Bosque del Alto Palatinado    | Schwarzkopf / Cerchov                          | 1041       | 49°23′00″N 12°47′00″E / 49.38333, 12.78333 | ± 30 "    |
| Fichtelgebirge                | Schneeberg                                     | 1053       | 50°03′30″N 11°51′30″E / 50.05833, 11.85833 | ± 30 "    |
| Harz                          | Brocken                                        | 1141       | 51°48′00″N 10°37′00″E / 51.80000, 10.61667 | ± 30 "    |
| Montes Metálicos              | Keilberg / Klinovec (ver también: Fichtelberg) | 1243       | 50°24′00″N 12°58′00″E / 50.40000, 12.96667 | ± 30 "    |
| Bosque bávaro                 | Großer Arber                                   | 1456       | 49°07′00″N 13°08′00″E / 49.11667, 13.13333 | ± 30 "    |
| Selva Negra                   | Feldberg                                       | 1493       | 47°52′25″N 08°00′14″E / 47.87361, 8.00389  | ± 1 "     |